# Murat Cemcir
Murat Cemcir (Niksar, Tocate, 30 de novembro de 1976) é um actor turco de ascendência georgiana que aparece regularmente em filmes e séries de televisão turcas, principalmente no género de comédia. Em 2018 interpretou um dos papéis principais no laureado filme A pereira silvestre de Nuri Bilge Ceylan.

## Carreira
Cemcir apareceu no filme Çalgı Çengi com Ahmet Kural, em 2011. Mais tarde protagonizou novamente juntamente com Kural a comédia de televisão İşler Güçler. Em 2013 protagonizou o filme Düğün Dernek (Associação de casamentos), o qual se converteu no filme turco mais visto em trinta anos. Em 2014 integrou o elenco da série de televisão Kardeş Payı. Em 2018 abandonou momentaneamente o seu papel humorístico para interpretar o papel de Idris no filme dramático de Nuri Bilge Ceylan A pereira silvestre.

## Filmografia

### Cinema e televisão
| Year | Title                       | Role                           |
| ---- | --------------------------- | ------------------------------ |
| 2018 | A pereira silvestre         | Idris                          |
| 2018 | Ailecek Şaşkınız            | Gökhan                         |
| 2017 | Çalgı Çengi İkimiz          | Salih                          |
| 2016 | Hayatımın Aşkı              | Papel de partilha (1 episódio) |
| 2015 | Düğün Dernek 2: Sünnet      | Çetin                          |
| 2014 | Kardeş Payı                 | Ali Özdemir                    |
| 2013 | Düğün Dernek                | Çetin                          |
| 2012 | İşler Güçler                | Kendisi                        |
| 2012 | Behzat Ç.                   | Salih                          |
| 2012 | Yeraltı                     | Sinan                          |
| 2011 | Üsküdar'a Giderken          | Ouğuz Cemcir                   |
| 2010 | Küstüm Çiçeği               | Hidayet                        |
| 2010 | Çalgı Çengi                 | Salih                          |
| 2009 | Bir Bulut Olsam             | Asil                           |
| 2009 | Ramazan Güzeldir            | Dilenci Tankut                 |
| 2008 | Gazi                        | Konuk Oyuncu                   |
| 2008 | Kurbanlık                   | Fakir Adam                     |
| 2008 | Söndürülen Hayatlar         | Doktor Kenan                   |
| 2006 | Polis                       | Komiser Hüseyin                |
| 2006 | Pars: Kiraz Operasyonu      | Kargo müdürü                   |
| 2005 | Takva                       | Mahmut                         |
| 2002 | Sırlar Dünyası / Sır Kapısı | Fatih Hoca                     |

## Ligações externos
- Murat Cemcir. no IMDb.